# Perseo (nome)
Perseo  è un nome proprio di persona italiano maschile.

## Varianti
- Femminili: Persea[5][6]

### Varianti in altre lingue
- Basco: Pertseo
- Bulgaro: Персей (Persej)
- Catalano: Perseu[7]
- Croato: Perzej
- Francese: Persée
- Greco antico: Περσευς (Perseus)[2][3][8][9]
- Greco moderno: Περσέας (Perseas)
- Inglese: Perseus
- Islandese: Perseifur
- Latino: Perseus[1]
- Lettone: Persejs
- Lituano: Persėjas
- Polacco: Perseusz
- Portoghese: Perseu
- Rumeno: Perseu
- Russo: Персей (Persej)
- Serbo: Персеј (Persej)
- Spagnolo: Perseo[7]
- Tedesco: Perseus
- Ucraino: Персей (Persej)
- Ungherese: Perszeusz

## Origine e diffusione

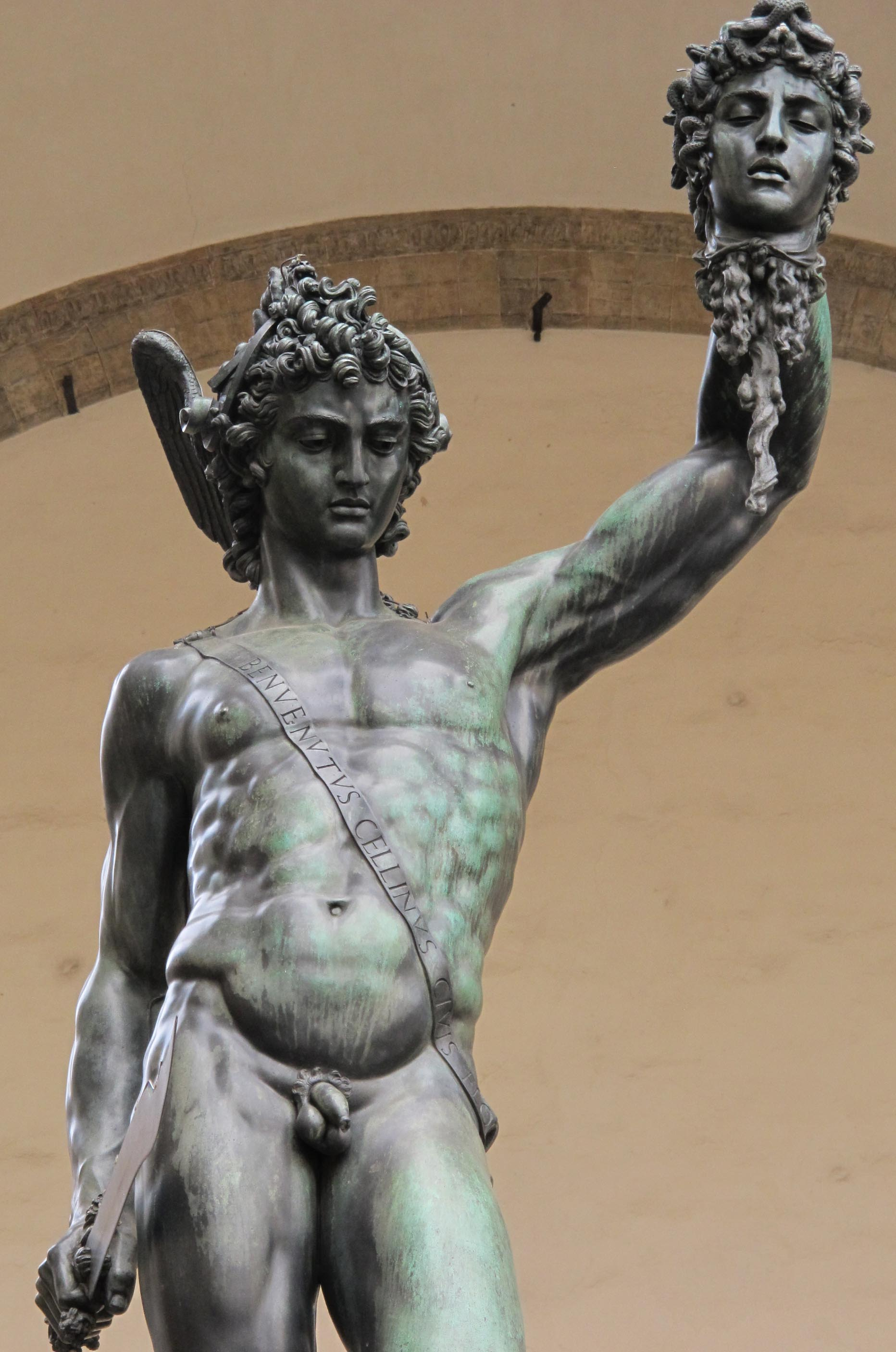
Particolare del Perseo con la testa di Medusa di Benvenuto Cellini

Deriva dal nome greco Περσευς (Perseus), la cui origine è ignota; molte fonti propongono una connessione al termine greco  περθω (pertho, "distruggere", "abbattere", "saccheggiare"), con il possibile significato di "smantellatore".
Si tratta di un nome di tradizione classica e letteraria, portato dall'eroe della mitologia greca Perseo, uccisore di Medusa. In Italia - dove si registra sia la pronuncia "Persèo", sia la pronuncia "Pèrseo" - è stato ripreso in epoca rinascimentale, ma è poco utilizzato, ed è attestato sparsamente al Nord e al Centro.

## Onomastico
Poiché è un nome adespota, ovvero privo di santo patrono, l'onomastico può essere festeggiato il 1º novembre, ricorrenza di Ognissanti.

## Persone
- Perseo, matematico greco antico
- Perseo di Cizio, filosofo greco antico
- Perseo di Macedonia, ultimo re di Macedonia
- Perseo Miranda, cantante italiano

### Variante Perseus
- Perseu Abramo, giornalista e sociologo brasiliano
- Perseus Karlström, marciatore svedese

## Il nome nelle arti
- Perseus "Percy" Jackson è il protagonista dei romanzi della serie Percy Jackson e gli dei dell'Olimpo, dell'autore statunitense Rick Riordan.